# Daniel Norling
Daniel Norling, född 16 januari  1888 i Stockholm, död 22 augusti 1958 i Malmö, var en svensk ryttare och gymnast. Bror till Axel Norling.
Han blev olympisk guldmedaljör 1908, 1912 och 1920. Daniel Norling är begravd på Östra kyrkogården i Malmö.